# Heritage and visions
Heritage and visions is het tweede studioalbum van Galleon. Het album laat een mengeling horen van neoprog en folk. Ulf Petterson, die bij het vorige album nog los lid van de band was, wordt bij dit album als vast lid genoteerd. Het album is opgenomen in the Wavestation geluidsstudio te Ljusne, Zweden.

## Musici
- Göran Fors – zang, basgitaar, baspedalen, toetsinstrumenten
- Dan Fors – slagwerk
- Micke Värn – gitaar
- Ulf Petterson - toetsinstrumenten

## Muziek
| Nr. | Titel                            | Duur  |
| --- | -------------------------------- | ----- |
| 1.  | Lullaby (Ulf)                    | 9:04  |
| 2.  | Sniper (Göran)                   | 7:00  |
| 3.  | Permanent vacation (Micke)       | 16:28 |
| 4.  | Intentions (Micke)               | 7:20  |
| 5.  | Beat of a different tree (Micke) | 6:19  |
| 6.  | Lights (Ulf)                     | 7:25  |
| 7.  | Bobo the gardener (Micke)        | 3:47  |
| 8.  | Short story (Micke)              | 7:05  |
| 9.  | Tribute (instrumentaal)          | 2:59  |